# Амін Маалуф
Амін Маалуф (фр. Amin Maalouf; нар. 25 лютого 1949, Бейрут) — французький письменник ліванського походження.

## Біографія
Амін Маалуф народився в освіченій франкомовній родині, що походить від давнього арабського клану християн Маалуф. Батько — журналіст, поет і художник. Предки Аміна з боку батька — представники Мелькітської греко-католицької церкви та пресвітеріани, з боку матері — мароніти зі Стамбулу. Дитинство провів у Бейруті, де відвідував єзуїтську школу Нотр-Дам де Жамур. Після школи вступив до приватного університету Святого Йосипа в Бейруті, де вивчав соціологію. По закінченні університету працював журналістом для арабської газети «Ан-Нагар» (День).
З 1976 року разом з родиною мешкає у Франції. У 1970—1980 роки був головним редактором французької газети «Жен Афрік» (Молода Африка). Паралельно писав прозу. Як журналіст відвідав кілька десятків країн. З 1985 року вирішив повністю присвятити себе письменницькій праці.
Романи Маалуфа часто присвячені історичним подіям. 1993 року його роман «Скеля Таніос» був відзначений Гонкурівською премією. Твори перекладено на двадцять сім мов. 2010 року одержав премію Принца Астурійського.

## Творчість
- Les Croisades vues par les Arabes (1983) (ISBN 2-7096-0547-3)
- Léon l'Africain (1986, роман про життя Лева Африканського),
- Samarcande (1988)
- Les Jardins de lumière (1991)
- Le Ier Siècle après Béatrice (1992)
- Le rocher de Tanios (1993; Скеля Таніоса , Гонкурівська премія)
- Les Échelles du Levant (1996; Брама Леванту )
- Le Périple de Baldassare (2000; Мандрівка Бальдасара)
- L'Amour de loin (2001; Далека любов , роман було взято за основу опери Кайї Сааріахо)
- Origines (2004)
- Les désorientés, (2012, ISBN 978-2-246-77271-2)

## Українські переклади
- Самарканд. — К.: Пор-Рояль, 2008. — 384 с. — (Серія «Лауреати літературних Премій»). — ISBN 966-7068-14-4.

## Визнання
- Лауреат престижної літературної нагороди Франції Гонкурівської премії (1993).
- Європейська премія за есе імені Шарля Вейона (1999).
- Премія Принца Астурійського (2010).
- З 2011 року став членом Французької академії.